# Shamrock Rovers Ladies Football Club
Maillots
Actualités
Le Shamrock Rovers Ladies Football Club est un club féminin de football basé à Dublin en Irlande. C'est la section féminine du Shamrock Rovers Football Club. Pendant les années 1990 et 2000 le club est le plus titré parmi les clubs féminins d'Irlande avec cinq coupes d'Irlande remportées consécutivement.

## Histoire
Au début des années 1990, Denis Power contribue à la création du Castle Rovers Football Club. Ce club féminin est fondé par des employés de la Fonction publique irlandaise. Les Castle Rovers disputent alors la Dublin Women's Soccer League, un championnat amateur regroupant des clubs de l'agglomération de Dublin et plus largement de la province du Leinster. L'équipe est championne de cette ligue en 1995 et 1996. En 1996, Castle Rovers remporte également la coupe d'Irlande féminine de football qui est alors la seule compétition à l'échelle de tout le pays. 1996 est aussi l'année de la reprise du club par le Shamrock Rovers Football Club.
Avec une équipe qui comprenait Olivia O'Toole et Sharon Boyle, les Rovers deviennent l'une des meilleures équipes féminine de football d'Irlande à la fin des années 1990 et au début des années 2000. Elles remportent quatre doubles consécutifs entre 1998 et 2001 (Dublin Women's Soccer League /FAI Women's Cup).
Après avoir remporté la Coupe d'Irlande en 2001, les Shamrock Rovers sont qualifiées pour la Coupe féminine de l'UEFA 2002-2003. Elles participent au tour préliminaire jouant dans le groupe 3 avec les Allemandes du 1. FFC Francfort, les Croates du ŽNK Osijek et les Serbes du ŽFK Mašinac PZP Niš. Les Irlandaises terminent à la troisième place avec une victoire en trois matchs.
| Rang | Équipe              | Pts | J | G | N | P | Bp | Bc | Diff |
| ---- | ------------------- | --- | - | - | - | - | -- | -- | ---- |
| 1    | FFC Francfort       | 9   | 3 | 3 | 0 | 0 | 17 | 1  | +16  |
| 2    | ŽFK Mašinac PZP Niš | 6   | 3 | 2 | 0 | 1 | 10 | 3  | +7   |
| 3    | Shamrock Rovers LFC | 3   | 3 | 1 | 0 | 2 | 5  | 12 | -7   |
| 4    | ŽNK Osijek          | 0   | 3 | 0 | 0 | 3 | 1  | 17 | -16  |

| 25 septembre 2002 | Shamrock Rovers FC                                       | 3 – 1 | ŽNK Osijek          | Niš |  |
|                   | Olivia O'Toole 5e · Nicky O'Neill 48e · Julie Kirwan 65e |       | Marina Koljenik 33e |     |  |

| 27 septembre 2002 | ŽFK Mašinac PZP Niš                                                                           | 4 – 1 | Shamrock Rovers FC | Niš |  |
|                   | Marija Vukčević 33e · Aleksandra Mladenović 56e · Vanja Stefanović 74e · Vanja Stefanović 79e |       | Olivia O'Toole 45e |     |  |

| 29 septembre 2002 | FFC Francfort | 7 – 1 | Shamrock Rovers FC | Niš |  |
|                   | Steffi Jones 7e · Pia Wunderlich 26e · Steffi Jones 30e · Patricia Barucha 42e · Élodie Woock 62e · Renate Lingor 72e · Jennifer Meier 86e |       | Olivia O'Toole 21e |     |  |

En 2011, les Shamrock Rovers font partie des membres fondateurs du championnat d'Irlande féminin de football (la Women's National League). Les autres clubs qui lancent la compétition sont Castlebar Celtic Women's football Club, Cork Women's Football Club, Peamount United Football Club, Raheny United Football Club, Wexford Youths Women's AFC. Les Shamrock Rovers disputent le championnat pendant trois saisons. En 2011-2012 et 2012-2013, les Rovers terminent à la dernière place. En 2013-2014, l'avant-dernière place, devançant le seul Cork, marque un coup d’arrêt pour l'engagement des Shamrock Rovers dans le championnat. Le club se désengage de la pratique féminine du football.

### Vers un retour en championnat
Le 7 octobre 2022 les Shamrock Rovers confirment leur candidature pour intégrer le championnat pour la saison 2023. Ils nomment un entraîneur Collie O’Neill pour construire une équipe. Depuis leur retrait du haut niveau, les Rovers n'entretiennent plus qu'une équipe en moins de 17 ans et une autre en moins de 19 ans.
Le 8 novembre 2011 la FAI annonce deux changements pour la saison 2023. Le Galway Women Football Club arrête la compétition et est immédiatement remplacé par le Galway United Football Club qui créé une équipe féminine. Dans le même temps la candidature du Shamrock Rovers Ladies Football Club est acceptée. L'équipe réintègre le championnat après une dizaine d'années d'absence.

### Saison 2023
La pré-saison 2023 est consacrée à la construction d'une nouvelle équipe. Les dirigeants des Rovers s'attirent les foudres des dirigeants des autres équipes en se montrant particulièrement actifs. La force économique du club et son côté glamour permet de recruter une grande partie des meilleures joueuses du championnat dont bon nombre d'internationales. Six joueuses sont transférées depuis les championnes en titre, Shelbourne Ladies, Abbie Larkin, Lia O’Leary, Jessica Gargan, Shauna Fox, Aoife Kelly et Amanda Budden ; six autres depuis Peamount United, Alannah McEvoy, Summer Lawless, Lauren Kelly, Aoibhe Fleming, Stephanie Zambra et Áine O'Gorman. Deux joueuses viennent de l'équipe surprise du championnat 2022 Athlone Town Ladies, Melissa O'Kane et Jessica Hennessy. Enfin, quatre joueuses sont promues du centre de formation du club, Maria Reynolds, Abby Tuthill, Jaime Thompson et Orlaith O’Mahony. Tout est en place pour bouleverser la hiérarchie du championnat.

## Palmarès
Castle Rovers
- Dublin Women's Soccer League
  - Vainqueur en 1995 et 1996
- Coupe d'Irlande
  - Vainqueur en 1996

Shamrock Rovers
- Dublin Women's Soccer League
  - Vainqueur en 1998, 1999, 2000, 2001 et 2002
  - Deuxième en 1997, 2003 et 2004
- Coupe d'Irlande
  - Vainqueur en 1997, 1998, 1999, 2000 et 2001
  - Finaliste en 2002
- DWSL Premier Cup
  - Vainqueur en 1998, 1999, 2000, 2001, 2002
- Coupe de la Ligue féminine d'Irlande
  - Finaliste en 2012